# Marius-Ary Leblond
Marius-Ary Leblond es el seudónimo de dos escritores, críticos de arte y periodistas de la isla de Reunión, que son primos y escriben conjuntamente.
- Marius Leblond, seudónimo de Georges Athénas, nacido el 26 de febrero de 1880 en Saint-Denis (Reunión) y muerto el 8 de mayo de 1953 en París.

- Ary Leblond, seudónimo de Alexandre Merlot, más conocido como Aimé Merlo, nacido el 30 de julio de 1877 en Saint-Pierre (Reunión) y muerto el 7 de abril de 1958 en el mismo lugar.

Su obra a dos manos ha sido ampliamente valorada y galardonada con el premio Goncourt en 1909 por la novela de aire colonial En France, que narra los avatares de dos jóvenes criollos que se van a estudiar a la Sorbona.
Ambos primos fueron funcionarios, Georges como secretario del mariscal Gallieni de 1914 a 1916, Ary como conservador del Museo Nacional de Ultramar, en el Palacio de la Puerta Dorada (Palais de la Porte Dorée), en París. Sus restos se encuentran en el cementerio de Vaugirard, segunda división, catastro 122.

## Obras
- Émile Verhaeren : la survivance flamande de l'Espagne, Mercure de France, febrero 1904.
- Le Secret des robes, novela en Argelia, Fasquelle, 1902.
- Les Vies parallèles, novela de gran ciudad, Fasquelle, 1902.
- Le Zézère, novela, Fasquelle, 1903.
- La Sarabande, novela, Fasquelle, 1904 ; reeditada con el título La Kermesse noire, novela de una elección en las colonias, Ed. Georges Crès, 1934.
- Les Sortilèges, novela  de razas del océano Índico, Fasquelle, 1905.
- La Société française sous la Troisième République, Alcan, 1905.
- La Grande Île de Madagascar, en « La Vie », ensayo, premio de l'Académie française, 1906.
- L'Oued, novela argeliana, Fasquelle, 1907.
- En France, novela, 1909, premio Goncourt.
- Peintres de Races, estudio sobre el arte europeo, van Oest, 1909.
- L'Idéal du SXIX, F. Alcan, 1909, premio de la crítica literaria 1911.
- Les jardins de Paris, novela, Charpentier, 1910.
- Anicette et Pierre Desrades, novela de una infancia criolla, Fasquelle, 1911.
- La Pologne vivante, Perrin, 1911.
- La France devant l'Europe, ensayo, colec. « Bibliothèque-Charpentier », Fasquelle, 1913.
- Le Miracle de la race, novela, Albin Michel ; gran edición en « Maîtres du Livre », chez Crès, 1914.
- Galliéni parle..., 2 volúmenes, Albin Michel, 1920.
- L'Ophélia, roman d'un naufrage, Crès, 1922, Ferenczi, 1929.
- Fétiches, cuentos del océano Índico, Éditions du Monde Moderne, 1923.
- L'Amour sur la montagne, novela en « La Vie », 1923.
- Ulysse, Cafre, novela en « La Vie », 1924.
- Les Martyrs de la République Ferenczi et Fils, 1924 :
  - I. La Guerre des Âmes,
  - II. L'Écartèlement,
  - III. La Damnation,
  - IV. La Grâce.
- La Guerre des Âmes: roman contemporain, Ferenczi, 1926.
- Après l'exotisme de Loti, le roman colonial, Ramussen, 1926.
- Nature, prosa, dibujos de George Bouche, Delpeuch, 1926.
- L'Écartèlement : roman contemporain, Ferenczi, 1927
- La damnation : roman contemporain, Ferenczi, 1927.
- La grâce : roman contemporain, Ferenczi, 1928.
- Étoiles, Océano Índico, Ferenczi, 1928.
- Anthologie coloniale, morceaux choisis d'écrivains français, J. Peyronnet et Cie, 1929.
- L'île enchantée. La Réunion, Redier, 1931.
- Île de la Réunion, Exposición colonial internacional de París, Société d'Éditions Géographiques, Maritimes et Coloniales, 1931.
- Passé la ligne...: aventures sauvages, Les œuvres représentatives, 1932.
- Madagascar, Éditions de Flore, 1933.
- Madagascar: création française ..., Plon, 1934.
- Le trésor des hirondelles: nouvelle inédite, Fayard, 1936.
- Belles et fières Antilles, Crès, 1937.
- La Marche dans le feu: nouvelle inédite, Fayard, 1937.
- Les arts indigènes à Madagascar, Dépêche coloniale et maritime, 1937.
- Vie de Vercingétorix, dos vol., Denoël, 1937, gran premio de l'Académie française.
- Lavigerie et les pères blancs, París, Mame, 1938.
- Ramaya: nouvelle inédite, Fayard, 1939.
- Comment utiliser nos colonies, Tallandier, 1940.
- L'empire de la France, sa grandeur, sa beauté, sa gloire, ses forces, Éditions Alsatia, 1944.
- La paix française, Éditions Alsatia, 1945.
- Les Iles Soeurs: ou, Le paradis retrouvé. La Réunion-Maurice, "Éden de la Mer des Indes.", Éditions Alsatia, 1946.
- La grande Île de Madagascar, Éditions de Flore, 1946.
- Mahé de La Bourdonnais, Mame, 1951.

- Le Noël du Roi Mandjar, con 15 acuarelas de Ary Leblond, edición de lujo en « La Vie ».
- La Métropole :
  - I. En France, novela, prix Goncourt.
  - II. Les Jardins de Paris, novela, Fasquelle.

Sur Leconte de Lisle
- Leconte de Lisle, essai sur le génie créole, Mercure de France, éd. 2, 1906; rééd. 1930, 1933 con el título de Leconte de Lisle d'après des documents nouveaux, MdF ; rééd. Leconte de Lisle, Essai sur le Génie créole, préface d'Edgard Pich, commentaires de Jean-François Reverzy, Grand Océan, 1995.

Articles
- - "L'Adolescence de Leconte de Lisle", Revue des revues, t. XXX, 15 de agosto de 1899
  - "Leconte de Lisle avant la Révolution de 1848", Mercure de France, septiembre de 1901,
  - "Leconte de Lisle sous la seconde République et sous l'Empire, Mercure de France, octubre de 1901, 
  - "Leconte de Lisle, 1870-1871, la fin de sa vie", Mercure de France, noviembre de 1901,
  - "Sur les romances inédites de Leconte de Lisle", L'Hermitage, octubre de 1901
  - "Les Poèmes socialistes de Leconte de Lisle de 1845 à 1848", Revue socialiste, número 203, noviembre de 1901
  - "L'Idéal socialiste de Leconte de Lisle", Revue socialiste, número 205, enero de 1902,
  - "Leconte de Lisle et son pays", Humanité nouvelle, septiembre-octubre de 1903, p.501-519 y 599-610.